# Pilozitate umană

Distribuția teoretică a pilozității la femei și bărbați. Această reprezentare diferă foarte mult în funcție de grupul etnic și de caracterele genetice.

Schema unui folicul de păr.

Părul uman este mai mult sau mai puțin abundent la toți oamenii unei populații, dar prezența părului în axile și la organele genitale este constantă.
La specia umană există invariabil același număr și aceeași situare a foliculilor de păr și a părului rezultat. Singurele diferențe care pot fi observate la bărbați se datorează influenței hormonilor androgeni (în principal testosteronul) asupra foliculilor de păr ceea ce a determinat variații ale tipurilor de păr. Aceste influențe depind de sensibilitatea fiziologică a receptorilor și de rata de producție a hormonilor androgeni.

## Influențe
Revista Nature a publicat în 1970 un articol în care s-a susținut că creșterea bărbii la bărbați era mult mai rapidă în timpul perioadelor de activitate sexuală.
S-a demonstrat că minoxidilul, un medicament care a fost destinat inițial a fi testat ca agent hipotensiv, favorizează dezvoltarea pilozității, inclusiv în zonele fără păr. El a fost folosit de atunci pentru combaterea căderii părului și chiar pentru regenerarea părului. Cu toate acestea, beneficiile tratamentului (care necesită un control medical) dispar treptat atunci când este sistată folosirea medicamentului.
O legendă urbană susține că tăierea un fir de păr determină înmulțirea și întărirea firului de păr: părul este o anexă a pielii, constituită din keratină, astfel că tăierea lui nu are nici un impact asupra ciclului său de creștere.

## Tipuri de păr și densitatea părului
Femeile și bărbații adulți au același număr de foliculi de păr, distribuiți pe tot corpul, dar femeile dezvoltă un păr mai subțire decât bărbații din cauza diferenței de stimulare a hormonilor androgeni, în special a testosteronului. Bărbatul, femeia sau copilul au un număr mediu de 5 milioane de foliculi de păr, din care 1 milion de foliculi pe cap și 4 milioane de foliculi pe restul corpului. Conform raportului foliculilor anageni/telogeni, densitatea părului variază în funcție de zona corpului (50 fire/cm2 pe față și 10 peri/cm2, în medie, pe restul corpului). O varietate există, de asemenea, în ceea ce privește tipul de păr (păr terminal: diametrul de 80 μm, lungimea mai mare de 2 cm; păr intermediar: diametru între 40 și 80 μm, lungime mai mică de 2 cm; păr fin: diametru între 5 și 40 μm, lungime mai mică de 5 mm).

### Părul capilar
Părul capilar este părul care crește pe capetele oamenilor.

### Părul facial
Părul facial este o trăsătură sexuală secundară întâlnită în special la bărbați. Apariția părului facial are loc în timpul pubertății: deasupra buzei superioare pe la 15 ani, pe obraji în jurul vârstei de 16 ani și apoi pe bărbie. O barbă completă de adult este de obicei posibilă numai după vârsta de 20 de ani.

### Părul pubian
Părul pubian apare în timpul pubertății atât la bărbați, cât și la femei. El este constituit din fire de păr care cresc în zona pubisului, cu o formă triunghiulară, pe partea inferioară și mijlocie a abdomenului inferior.

## Ideologii
Diferența de pilozitate între diferite grupuri de populații umane este o realitate exploatată uneori de anumite ideologii rasiste. Într-adevăr, această stare de lucruri este folosită uneori pentru a clasifica populația în grupuri mai mult sau mai puțin evoluate. Aceste diferențe nu iau în considerare variațiile de pilozitate care există în cadrul aceleiași populații. De exemplu, Yu Zhenhuan, cunoscut sub porecla „copilul păros”, născut în 1978 în provincia Liaoning, China, este considerat cel mai păros om din lume, el aparținând unei populații evoluate științific. Ambele abordări nu sunt științifice: variațiile de pilozitate interindividuale și intergrupuri sunt realități care nu se exclud reciproc și nu au nimic de-a face cu gradul de evoluție.